# Синхронність
Синхронність (англ. synchronism; нім. Synchronität f) – одночасність перебігу процесів; частковий випадок гомохронності. Синхронний – періодично змінний процес (явище), точно збіжний (збіжне) з іншими періодичними  процесами (явищами). Для періодичних процесів має бути забезпечена синхронність (рівність за частотою) та синфазність (рівність за фазою) цих процесів.
Наприклад: синхронне обертання (валів), синхронне коливання, синхронний генератор, синхронний двигун, синхронний привід. В телебаченні процеси перетворення та відтворення зображення мають бути синхронізовані. 